# Tarandynci
Tarandynci (ukr. Тарандинці) – wieś na Ukrainie, w obwodzie połtawskim, w rejonie łubieńskim, w hromadzie Nowoorżyćke. W 2001 liczyła 776 mieszkańców, spośród których 744 wskazało jako ojczysty język ukraiński, 27 rosyjski, 4 ormiański, a 1 inny.